# Rothomago (revue)
Ne doit pas être confondu avec Rothomago (opérette) ou Rothomago.
Pour les articles homonymes, voir Rothomago (homonymie).
Rothomago, est une revue en un acte d'Hippolyte et Théodore Cogniard, représentée la première fois à Paris le 1er janvier 1839 au théâtre du Palais-Royal.
Les frères Cogniard ont emprunté au théâtre Séraphin, théâtre d'ombres chinoises et de marionnettes, son célèbre Rothomago, l'habile magicien, qui fait voir tous les ridicules, décrits et fustigés.

## Argument
Rothomago, magicien, pensionnaire de Séraphin, vient au secours du libraire Parchemin, qui veut publier un almanach omnibus, dramatique et pittoresque. Rothomago, pour faciliter sa tâche, évoquera, du bout de sa baguette magique, les principaux faits de l'année ; A la voix du magicien apparaissent la statue de Molière, un marchand de chiens dramatiques, puis les théâtres, les Chiens du mont Saint- Bernard, Peau d’Âne, la Chatte de l'Opéra, les Pigeons du Palais Royal, Ruy Blas, la Popularité, le Brasseur, etc. Après quoi, le magicien disparaît emmené par les marionnettes.

## Distribution
| Rôles                 | Première le 1er janvier 1839 |  |
| --------------------- | ---------------------------- |  |
| Rothomago             | Étienne Barthélémy           |  |
| Parchemin             | Lhéritier                    |  |
| Le père Lalouette     | Sainville                    |  |
| Robinson, le brasseur | Pierre-Frédéric Achard       |  |
| Goliath               | Pierre Levassor              |  |
| Pliardin              | Pierre Levassor              |  |
| Coco la violette      | Alcide Tousez                |  |
| Ruy-Blas              | Louis Leménil                |  |
| Un piédestal          | Octave                       |  |
| La Gitana             | Virginie Déjazet             |  |
| La Bouillotte         | Mlle Willemen                |  |
| Hermione              | Mlle Théodore                |  |
| Casse-Majou           | Lemeunier                    |  |
| La Popularité         | personnage muet              |  |
| La statue de Lille    | personnage muet              |  |
| Quatre marionnettes   | représentées par des enfants |  |

## Tirades
- « Je suis la Bouillotte qui bouleverse les quadrilles, désole les jeunes filles, et fait mourir de désespoir les chanteurs de romances... Je suis l'âme des réunions, la reine indispensable qui préside à toutes les soirées ; sans moi, l'on bâille, l'on s'ennuie. — Pour avoir du monde, ne mettez plus au bas de vos invitations : On chantera, ou on dansera; mettez : on fera la bouillotte. »— Le jeu de la Bouillotte[5].

## Sources et références
1. ↑  Frères Cogniard, Rothomago, Paris, Marchant, 1839, 16 p. (lire en ligne).
2. ↑  Théâtre Séraphin sur data.bnf.fr
3. ↑  Figaro, 6 janvier 1839 sur Gallica.
4. ↑  Figaro, 1er août 1860 sur Gallica.
5. ↑  La Revue hebdomadaire, 30 décembre 1922 sur Gallica.